# Dartford (Washington)
Dartford az Amerikai Egyesült Államok északnyugati részén, Washington állam Spokane megyéjében elhelyezkedő önkormányzat nélküli település.
Dartford postahivatala 1898 és 1906 között működött. A település névadója Herbert Dart postamester.

## Fordítás
Ez a szócikk részben vagy egészben  a   Dartford, Washington című angol Wikipédia-szócikk ezen változatának fordításán alapul.  Az eredeti cikk szerkesztőit annak laptörténete sorolja fel. Ez a jelzés csupán a megfogalmazás eredetét és a szerzői jogokat jelzi, nem szolgál a cikkben szereplő információk forrásmegjelöléseként.